# Антиф
Анти́ф (дав.-гр. Ἄντιφος) — ім'я декількох персонажів давньогрецької міфології:
- Антиф — один із захисників Фів, якого вбив Амфіарай, син Оїкла, за допомогою Аполлона.
- Антиф — син Геракла і Лаотое, дочки Феспія.
- Антиф — син Мірмідона і Пейсидіки, дочки Еола, брат Актора.
- Антиф — син Фессала, разом з братом Фідіплом царював на Косі й виставив тридцять кораблів проти Трої. Після руйнування Трої він прибув до пеласгів, захопив їхню країну і назвав її на честь батька Фессалією;
- Антиф — син Талаєменеса, походив з Лідії, був союзником Пріама у війні проти греків.
- Антиф — син ітакійця Египтія, друга Одіссея, брат нареченого Пенелопи. Еврінома. Його останнім з супутників Одіссея з'їв циклоп Поліфем.
- Антиф — старий друг Одіссея.